# Augsburské vyznání

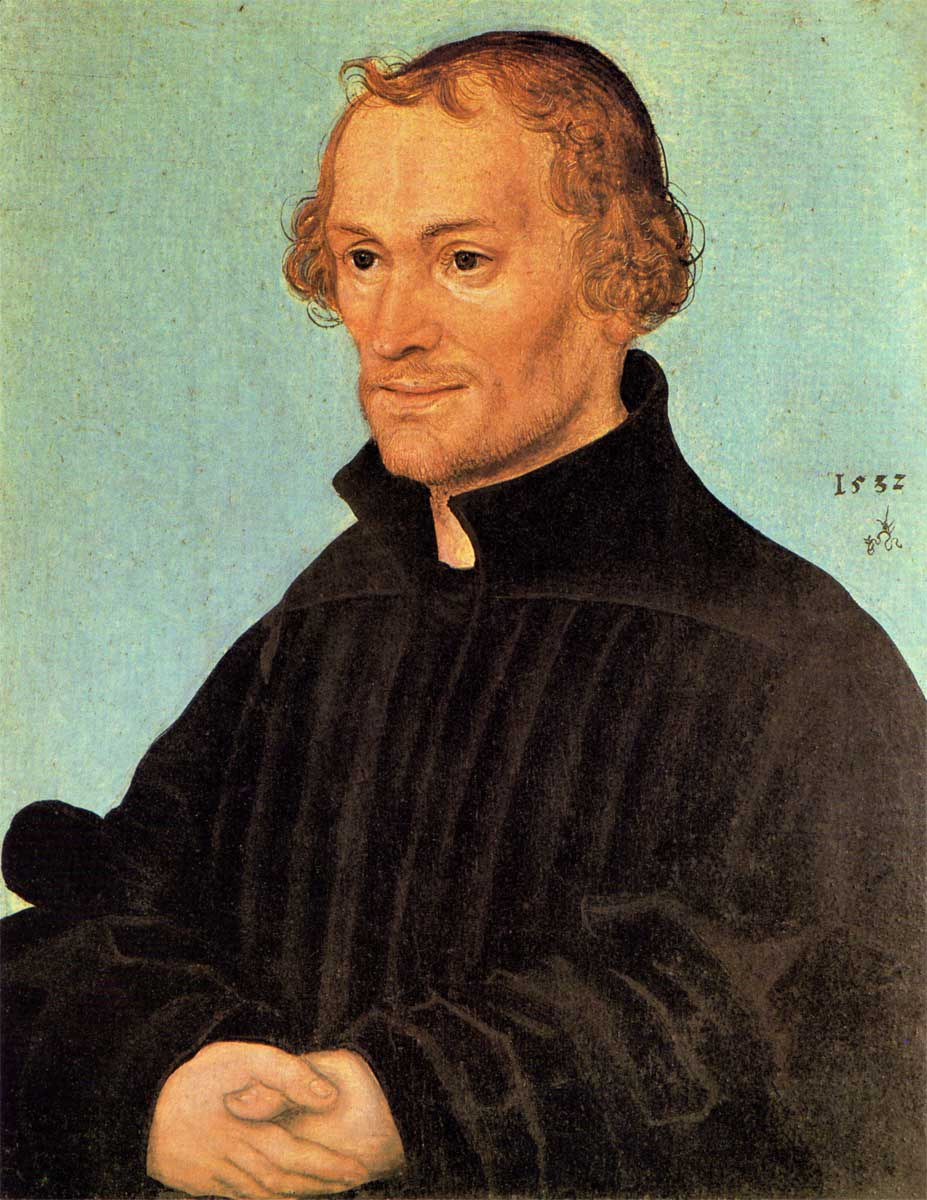
Philipp Melanchthon, autor augsburského vyznání víry

Augsburské vyznání, někdy také augšpurské vyznání či aušpurské vyznání nebo konfese je v latině (Confessio Augustana) a němčině (Augsburger Bekenntnis) sepsané shrnutí učení evangelíků od Philippa Melanchthona. Jedná se o jeden ze základních dogmatických spisů lutherské církve, součást Knihy svornosti.
Augsburské vyznání bylo předloženo 25. června 1530 na říšském sněmu v Augsburgu císaři Karlu V. jako vyjádření evangelických stavů k teologickým otázkám, které se lišily od katolických pozic, se snahou dosáhnout maximálního přiblížení a odmítnutí nařčení z bludného učení. Katolická strana vyznání odmítla spisem „Vyvrácení“, na který reagoval Melanchthon sepsáním „Apologie Augsburské konfese“.
Latinská a německá verze Augsburského vyznání – na obou se pracovalo souběžně – obsahují řadu odchylek. Konfese obsahuje celkem 28 článků ve 2 částech. Melanchthon ji později několikrát doplňoval a upravoval, zejména s cílem dosáhnout jednoty s reformovanou pozicí. Vydání z roku 1540, tzv. Augustana variata obsahovalo některá Melanchthonova stanoviska, která se lišila od Lutherových, a byla proto předmětem ostré kritiky z vlastních řad po Lutherově smrti 1546. Kniha svornosti obsahuje původní verzi, tzv. Augustana invariata.
Augsburské vyznání se často objevuje v názvech lutherských církví, v němčině zkratkou AB, v češtině a. v.

## Augsburské vyznání v Česku
Do češtiny bylo augsburské vyznání přeloženo již v 16. století. Roku 1620 vyšlo v Olomouci v překladu Jiřího Třanovského.
Po tolerančním patentu měli čeští evangelíci povoleno přihlásit se pouze k helvetskému nebo augsburskému vyznání. Vznikla řada sborů augsburského vyznání, převážně na Valašsku, ale také např. v krkonošských Křížlicích nebo ve Velké Lhotě u Dačic. V roce 1918 se však českojazyčné sbory obou vyznání spojily do nově vzniklé Českobratrské církve evangelické, která ve své tradici spojuje i Jednotu bratrskou, českou reformaci, utrakvismus apod.
Kromě toho působí na českém území tři nezávislé církve augsburského vyznání. Největší je Slezská církev evangelická augsburského vyznání, která působí zejména na Těšínsku, odštěpením od ní v roce 1995 vznikla Luterská evangelická církev a. v. v České republice. Třetí církev, Evangelická církev a. v. v České republice, vznikla v roce 1993 po rozpadu ČSFR transformací Slovenského evangelického sboru augsburského vyznání v Praze.